# إيرا ستيفن بير
إيرا ستيفن بير (بالإنجليزية: Ira Steven Behr)‏ هو كاتب سيناريو أمريكي، ولد في 23 أكتوبر 1953 في نيويورك في الولايات المتحدة.

## وصلات خارجية
- إيرا ستيفن بير على موقع IMDb (الإنجليزية)
- إيرا ستيفن بير على موقع ألو سيني (الفرنسية)
- إيرا ستيفن بير على موقع ديسكوغز (الإنجليزية)
- إيرا ستيفن بير على موقع قاعدة بيانات الفيلم (الإنجليزية)
- إيرا ستيفن بير على موقع كينوبويسك (الروسية)